# Evelyna Bloem Souto
Evelyna Bloem Souto foi a única mulher da primeira turma do curso de engenharia civil da Universidade de São Paulo (USP), em São Carlos (SP), passando por diversas barreiras do preconceito contra a mulher em episódios por toda sua carreira como a vez em que em uma visita técnica, durante uma bolsa de estudos na frança, a obrigaram a se vestir de homem, colocar galochas, prender o cabelo e desenhar uma barba e bigode em seu rosto para que ela pudesse acompanhar as obras.